# Gran Canal de Alsacia
El Gran Canal de Alsacia (del francés: Grand Canal d'Alsace); en alemán: Rheinseitenkanal) es un canal en Alsacia, al este de Francia, que canaliza parte de las aguas del Rin Superior. Tiene unos 50 kilómetros de longitud, entre Kembs y Vogelgrun, y proporciona acceso a la región desde el río Rin, Basilea en Suiza, y el mar del Norte para tonelajes de hasta 1.350 Tm. El Gran Canal es más largo que el canal de Suez y permite la navegación de más de 30.000 embarcaciones al año entre Basilea y Estrasburgo.
La construcción del canal empezó en 1932 y se completó tras la Segunda Guerra Mundial, en 1959. El canal deriva gran parte del caudal del Rin Superior desde su cauce original, rápido y no navegable en esta zona.
El Gran Canal produce energía hidroeléctrica en Kembs, Ottmarsheim, Fessenheim y Vogelgrun, proporcionando electricidad a una de las regiones más industrializadas de Francia, e incluso a Alemania. Asimismo, el canal proporciona el agua de refrigeración a la central nuclear de Fessenheim, eliminando la necesidad de torres de refrigeración.